# Lutkomendija
Lutkomendija je srbijanska lutkarska televizijska serija. 

## Opis
Glavni likovi su deva Matilda i šeik Spira koji hoće kući, orlušina Artemije, lisac pisac, miševi tamburaši, gospodin štakor Kreša, psi robijaši, pijetao Dragoslav, knjiški crv, kralj i general, jarac i Mutimir, novinar Munja, bakica pijanistica i mravi violinisti, veliki i mali zeko...

## Vanjske poveznice
- Lutkomendija, Moj TV